# Красноградський краєзнавчий музей імені П. Д. Мартиновича
Комунальний заклад «Красноградський краєзнавчий музей ім. П. Д. Мартиновича» Красноградської міської ради — краєзнавчий музей у місті Берестин Харківської області; зібрання матеріалів з природи, історії та культури регіону. Один із найстаріших музейних закладів Харківщини. Музей міститься в історичній будівлі у центрі Берестина. Носить ім'я свого засновника — Порфирія Мартиновича. У фондах музею зберігається близько 36000 експонатів.

## Історія створення музею
Один з найстаріших музеїв на Харківщині КЗ «Красноградський краєзнавчий музей ім. П. Д. Мартиновича» Красноградської міської ради був заснований 21 лютого 1922 року за ініціативи українського художника та етнографа Порфирія Мартиновича.
У 1921 р. Порфирій Мартинович звернувся в Костянтиноградський повітовий виконком з пропозицією відкрити в місті краєзнавчий музей. Перше запитання до Порфирія Денисовича було: «Де його відкривати, і що там виставляти?» Мартинович запропонував використати будинок земського лікаря Роберта Шиндлера. Також художник запевнив, що в дар місту він передає свої художні твори. Заперечувати було ніяк і повітовий виконком ухвалив рішення про заснування в місті краєзнавчого музею.
У Красноградському краєзнавчому музеї зберігаються 20 оригінальних робіт Порфирія Денисовича Мартиновича, які є найціннішим  здобутком фонду музею. До музею було передано в дар 16 якісних ксерокопій робіт Мартиновича, оригінали яких зберігаються в Харківському художньому музеї.   
Першим директором музею став Павло Якович Зельонов.
Під час німецької окупації експозиція закладу була частково знищена, цінні експонати, зокрема книги, були вивезені загарбниками за кордон. Решту матеріалів спалили. Друге народження музею відбулося після визволення міста. Красноградці зносили предмети до музею, які вдалося зберегти.
Довгий час директором музею працював Дмитро Терентійович Мариненко. Своє життя він присвятив вивченню та популяризації краєзнавчих знань на Красноградщині. Написав книги «Красноградський район історико-краєзнавчий нарис», «Нарис з історії Краснограда за 268 років», «Сузір'я талантів рідного краю», «Історія Красноградського краєзнавчого музею» та інші.
Змінив на посаді директора Дмитра Терентійовича Руденко Віктор Михайлович. За час його керівництва в музеї розпочалося будівництво картинної галереї. Ідея створення якої належить першому секретарю райкому партії, члену спілки художників України Володимиру Івановичу Красюку. У створенні картинної галереї взяли участь також художники-земляки Ткаченко Михайло Олександрович, Домнич Анатолій Трохимович, Гончаренко Григорій Андрійович, Скринник Василь Васильович.

## Експозиція
У музейній експозиції є 3 відділи:
- Відділ природи (3 зали): палеонтологічна колекція, агропоромисловий комплекс регіону, флора й фауна степів, лісів, лук та водойм[3]
- Відділ історії (8 залів): давня історія регіону, Бєльовська фортеця та Українська лінія, Французько-російська війна 1812 року, побут жителів Костянтиноградського повіту в XIX столітті (серед іншого, на експозиції є пенсне та дисертація Роберта Шиндлера), Перша світова війна й Українська революція, Колективізація, Голодомор та Сталінські репресії, Друга світова війна (три зали)[4]
- Картинна галерея (24 зали). Відкрита у 1983 році; тут показані декоративно-прикладне мистецтво, графіка, скульптура, живопис. Близько тисячі творів були передані на постійне зберігання до музею спілкою художників України та Міністерством культури України. Колекція картинної галереї складається з робіт відомих художників: Миколи Глущенка, Тетяни Яблонської, Сергія Шишка, Віктора Зарецького та багатьох інших. Показані в Красноградському музеї й 22 оригінальні роботи Мартиновича, ім'я котрого носить музей (ще 8 — у фондах)[5].

### Скансен
Живою окрасою музейного подвір'я є скансен — «Хата XIX століття» та «Млин XIX століття». Хата складається з двох кімнат: жилої (бо опалювалася піччю) і холодної. Українська хата, представлена на подвір'ї музею, була побудована в Костянтинограді у II пол. XIX ст., пізніше викуплена у господарів і перевезена до музею. Усе начиння, посуд, знаряддя праці, меблі, вбрання, які експонуються в хаті — автентичні.
Млин, розташований на подвір'ї музею, чотирикрилий, дерев'яний, ним користувалися в одному з колгоспів Сахновщинського району Харківської області у першій половині XX ст. До музею  вітряк перевезли в 1971 році. У 2018-му з ініціативи тодішнього голови Красноградської райдержадміністрації Євгена Третякова, він був відреставрований, а дерев'яна частина бокової стіни замінена на металопластикову, для більш доступного ознайомлення з начинням млина.
Доповнює ансамбль музею під відкритим небом техніка: І пол. XX ст.: трактор «Універсал», трактор ДТ-54 А, автомобіль ГАЗ-1 АА, автомобіль ЗИС-5, сіялка, жатка, плуг-дончак, катки та жорна.